# Manifesto

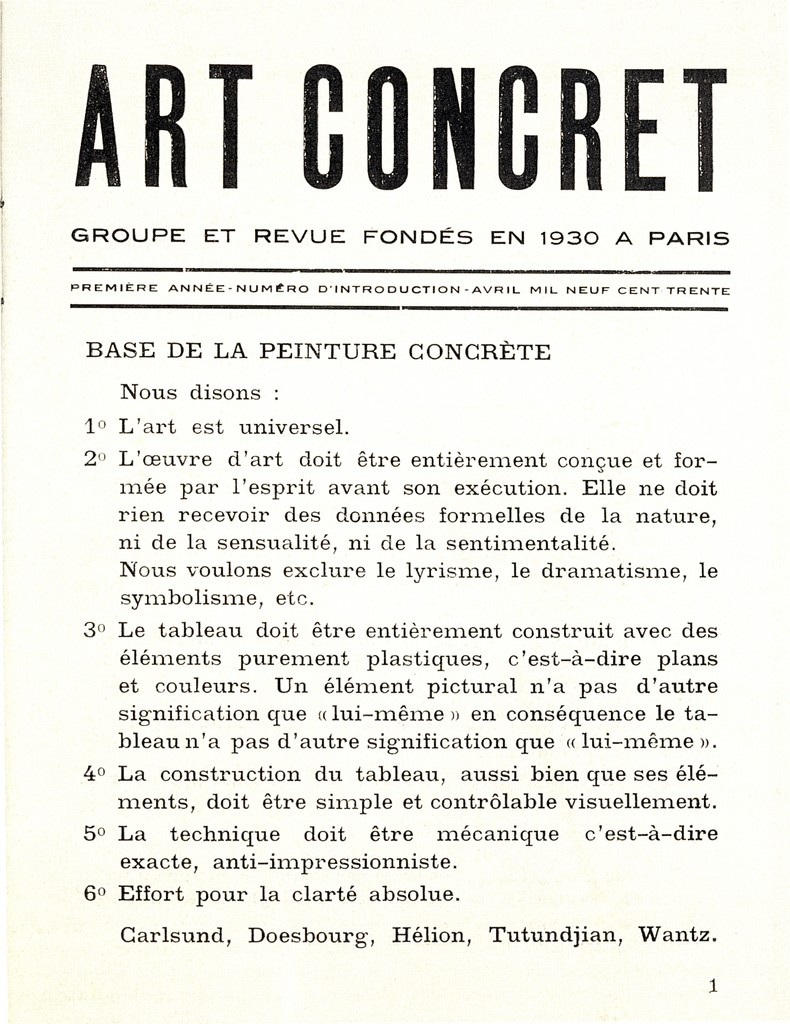
Manifesto da Arte Concreta de Theo van Doesburg.

Um manifesto é um texto de natureza dissertativa e persuasiva, uma declaração pública de princípios e intenções, que objetiva alertar um problema ou fazer a denúncia pública de um problema que está ocorrendo, normalmente de cunho político. O manifesto destina-se a declarar um ponto de vista, denunciar um problema ou convocar uma comunidade para uma determinada ação. Ele tem uma estrutura, relativamente, livre, mas com alguns elementos indispensáveis, tais como: título, identificação e análise do problema, argumentos que fundamentam o ponto de vista do(s) autor(es), local, data, assinaturas dos autores e, até, dos simpatizantes da causa.
Na transição da era moderna para a contemporânea, os artistas, além de utilizar os dispositivos tecnológicos comunicacionais em suas obras, passaram a necessitar dos produtos da comunicação para a divulgação de suas criações.
| “ | A cultura dos manifestos corresponde a uma "necessidade legítima dos artistas de conquistar um espaço nos meios de comunicação responsáveis por fazer a ponte entre suas ideias e o grande público". | ” |

## Características

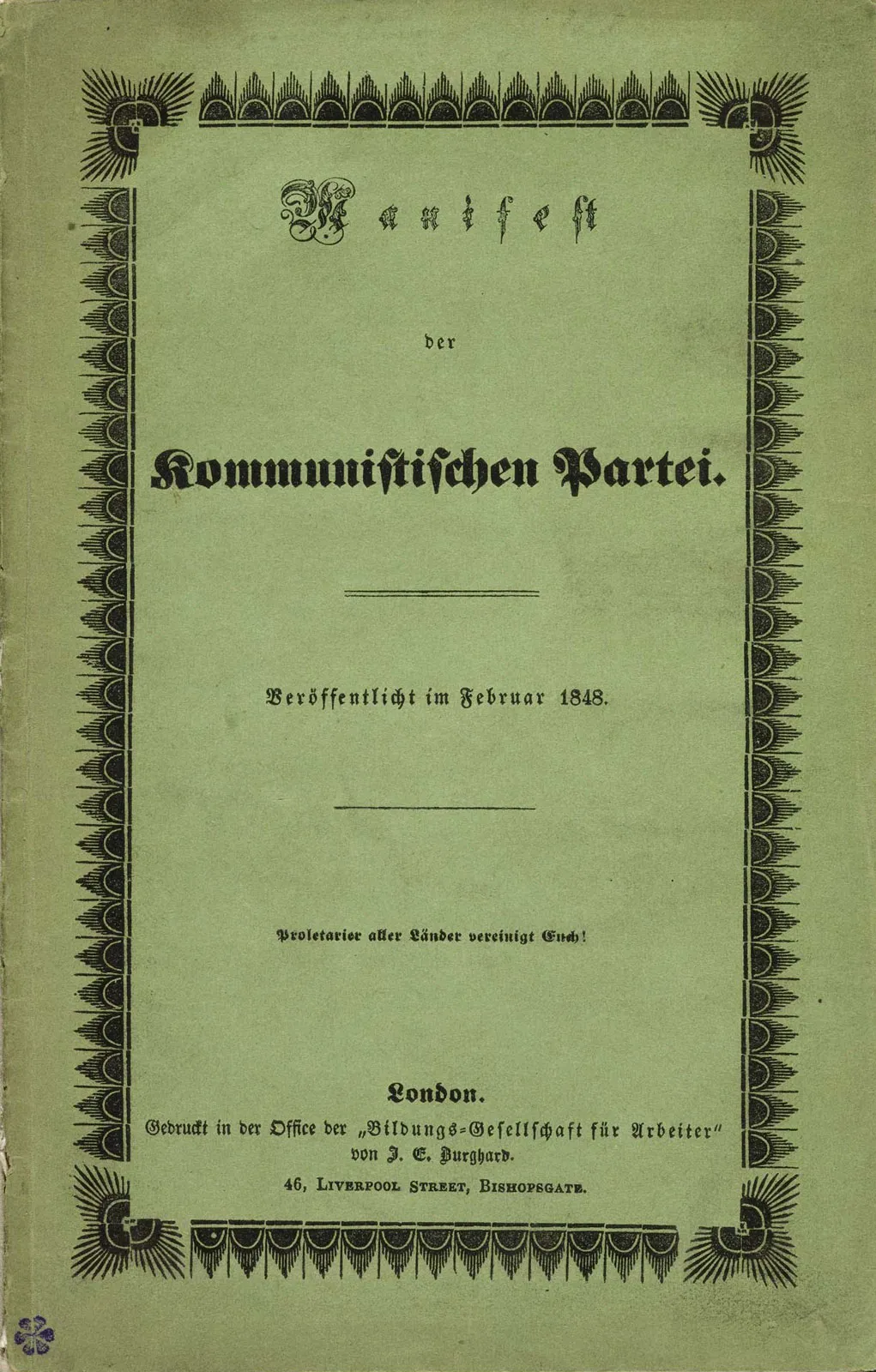
Manifesto Comunista (1848).

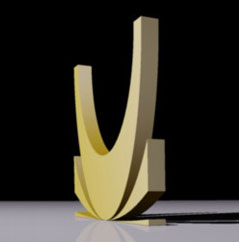
Logotipo Versatilista (2007).

Embora a estrutura de um manifesto seja livre, existem características frequentes que o identificam:
- estrutura dissertativa;
- tom de conclamação;
- presença de vocativos;
- a linguagem pode variar, dependendo de alguns fatores: a quem o manifesto é dirigido? onde será divulgado? em jornal, rádio, televisão? Costuma-se preferir a linguagem formal, com verbos no presente do indicativo ou no imperativo;
- corpo do texto: o problema é identificado e analisado, apresentando-se argumentos que validem o que se diz. Como o texto é de caráter argumentativo (pretende convencer o leitor de algo), deve-se recorrer a argumentos sólidos;
- local, data e assinaturas: tanto assinaturas das pessoas que participam na elaboração do texto como das que apoiam o que está sendo afirmado;
- título: indica o conteúdo do manifesto;
- é diferente do abaixo assinado, pois não é uma reivindicação, mas uma declaração de intenções.[3][4][5]

## Lista cronológica de manifestos

### Políticos
- Manifesto Comunista (1848)[6]
- Manifesto dos 13 generais (1892) [7]
- Manifesto dos Pioneiros da Educação Nova (1932)[8]
- Manifesto dos Mineiros (1943)[9]
- Manifesto de Oxford (1947)
- SCUM Manifesto (1967)
- Manifesto do Unabomber (1995) [10]
- Manifesto Positio Fraternitatis Rosae Crucis (2001)[11]
- Manifesto: Juntos contra o Novo Totalitarismo (2005)[carece de fontes?]

### Artísticos
- Manifesto Futurista (1909)[12]
- Manifesto das Sete Artes (1923) [13]
- Manifesto da Poesia Pau-Brasil (1924)[14]
- Manifesto Surrealista (1924)[15]
- Manifesto Antropófago (1928)[16]
- Manifesto da Arte concreta (1930)
- Manifesto do Teatro Arusa (2005)[17]
- Manifesto Versatilista (2007)[18]

### Tecnológicos
- Manifesto Hacker (1986)
- Manifesto Ágil (2001)[19]